# Johann Daniel Osterrieth
Johann Daniel Osterrieth  (* 9. Oktober 1768 in Strassburg, Elsass; † 25. Juli 1839 in Bern), gebürtiger Franzose, war ein Architekt des Klassizismus und Berner Stadtbaumeister.

## Familie
Seine Eltern waren der Tischlermeister Johann Friedrich Osterrieth (* 11. November 1732 in Straßburg, Elsass; † 4. Juni 1775 in Straßburg, Elsass), der am 7. Februar 1763 in Straßburg und dessen Frau Catharina Margaretha Werner.
Johann Daniel Osterrieth war das vierte Kind. Er heiratete am 18. November 1803 in Bern Marie Uffelmann (1781–1854), mit der er drei Kinder hatte: Louise, Fritz Ludwig und Sophie. Sohn Fritz Ludwig (1807–1888) war ebenfalls Architekt.

## Leben
Osterrieth verbrachte seine Kindheit wohl in Strassburg, Mitte der 1790er-Jahre muss seine Ausbildung wohl abgeschlossen sein, als seine ersten Arbeiten sind ab 1794 bis 1797 das Meyer-Feer-Haus in Aarau, daraufhin die Stadtplanung für die projektierte erste Hauptstadt der Helvetischen Republik und mehrere Beamtenhäuser in der Laurenzenvorstadt bekannt. Osterrieth zog mit Ende zwanzig nach Bern, denn er übernahm 1798 dort die Bauleitung der von Jacques-Denis Antoine geplanten Münzstatt des Berner Standes am Gerbergraben. Der Bau dieses von dem Pariser Architekten des Hôtel de Monnaie entworfenen Gebäudes diente ab 1855 als erste Eidgenössische Münze.
Ab 1801 war er beim Kanton Bern beschäftigt, zunächst im Tiefbau, ab 1803 auch als Baumeister von Pfarrhäusern wie in Hindelbank und Aarwangen und Kirchen, beispielsweise in Limpach und Grosshöchstetten. Osterrieths Werk in Bern, etwa das Aarberger Tor von 1825–1826, das letzte gebaute Tor der Stadt, zusammen mit den beiden Strafhäusern (1824–1834), aber auch die Münze, sind nicht erhalten, so dass sein Werk vor allem im kantonalländlichen Bereich überkommen ist. Es zeichnet sich durch einen streng axialen Klassizismus aus.
Durch seinen Einsitz in der Kommission zur Linthkorrektion (1804–1822) und in der Jury des Zürcher Neumünsters (1834) wurde er auch national bekannt.

## Bauten

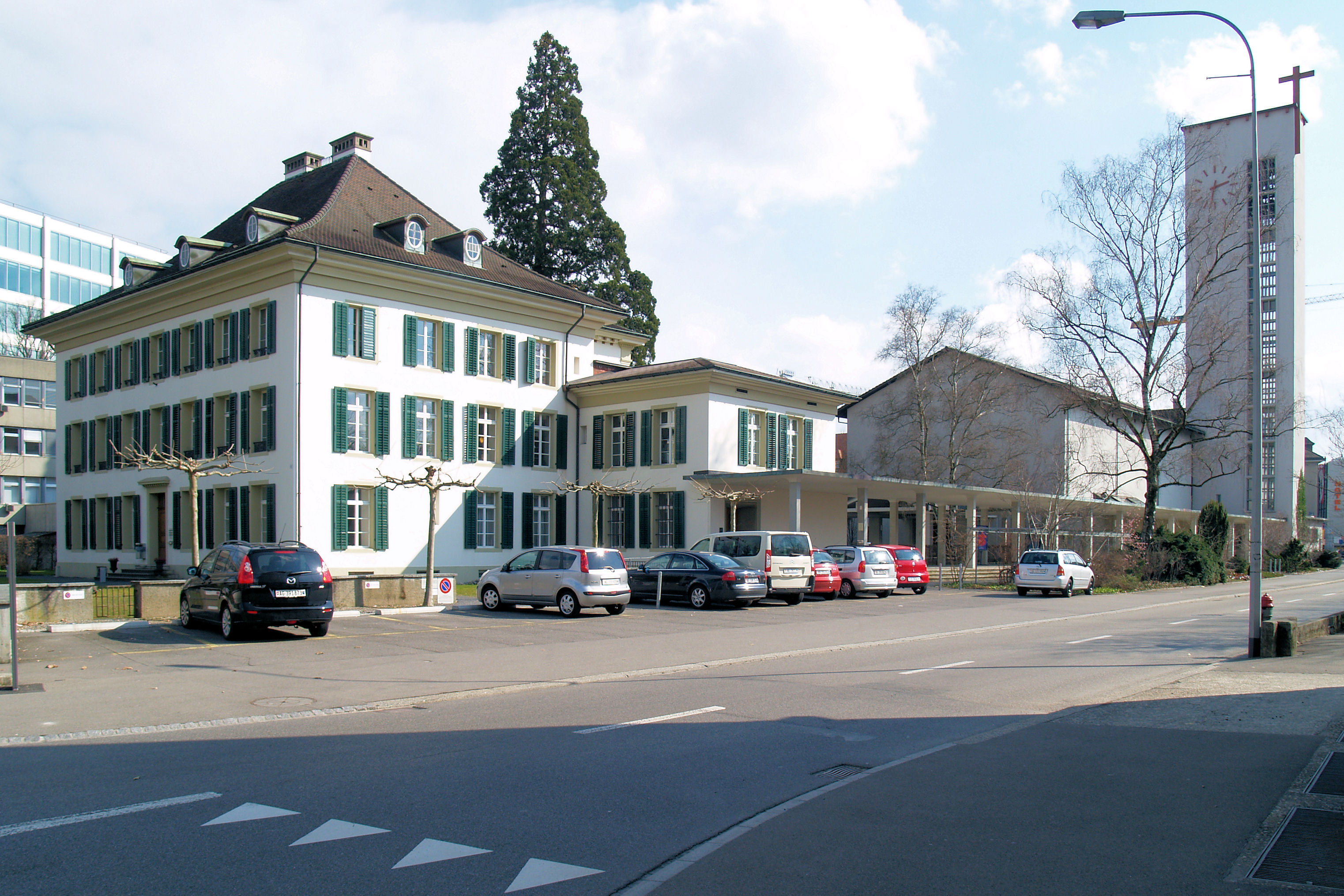
Aarau, Meyerhaus (1797).
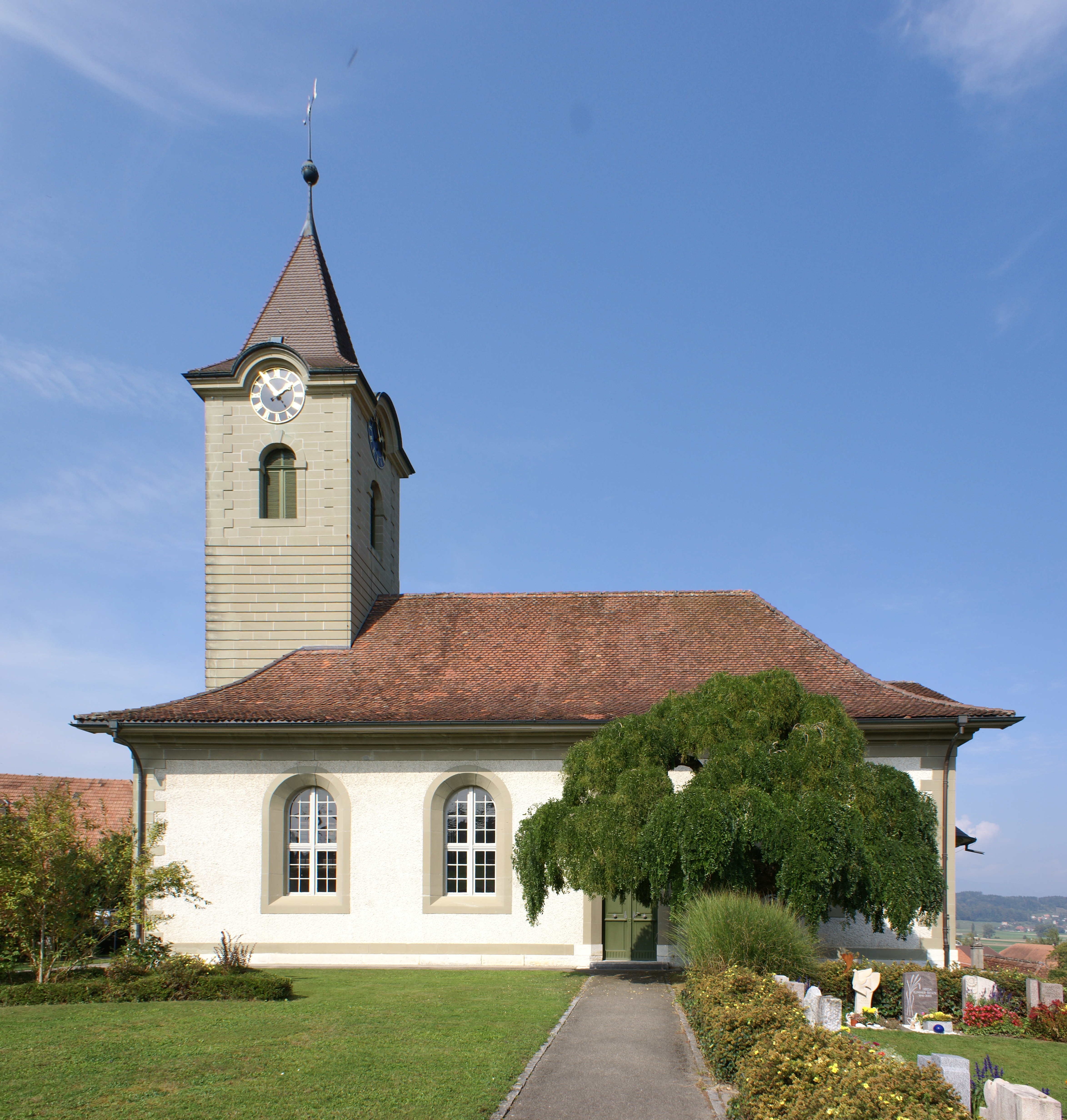
Limpach, Reformierte Kirche (1808).
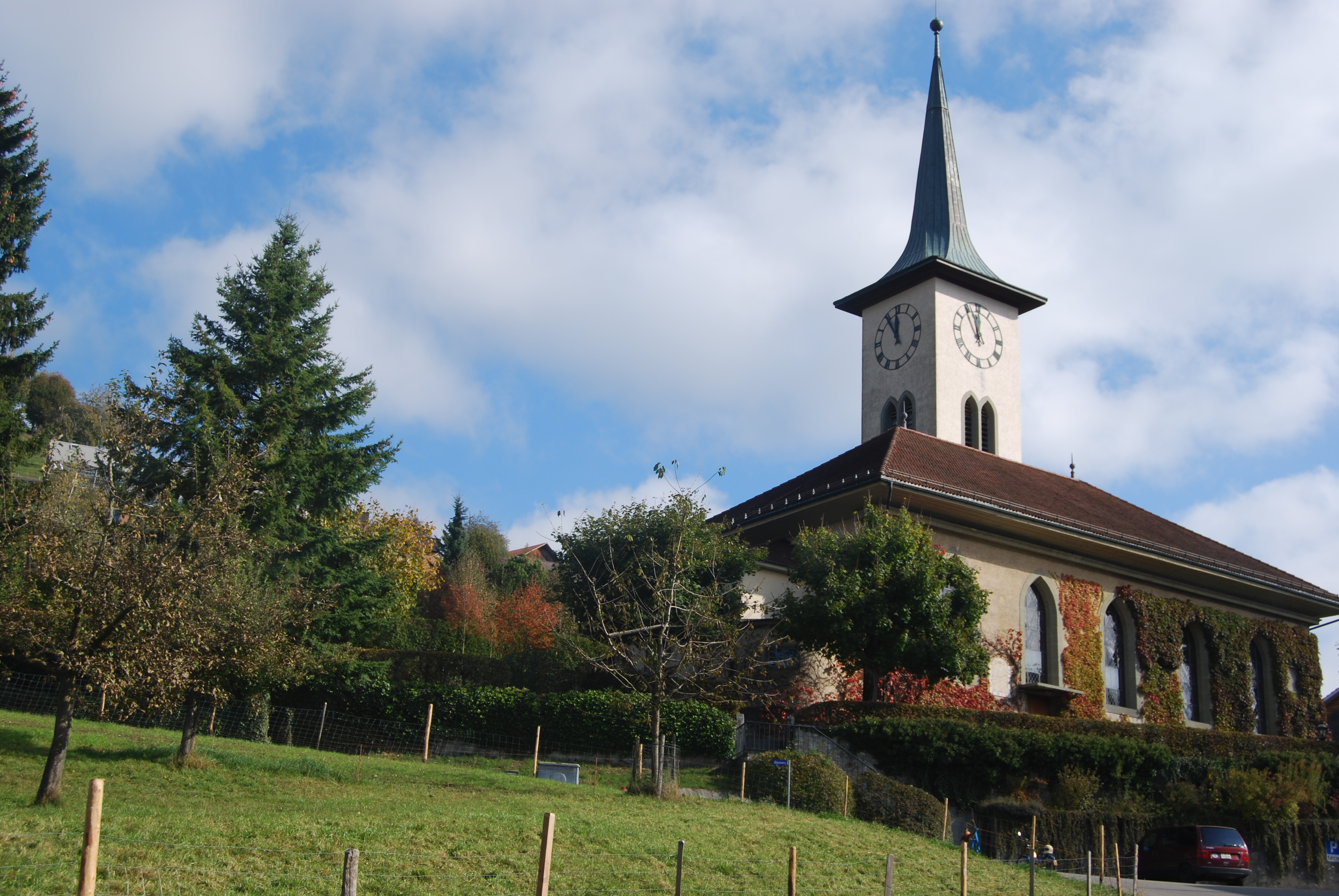
Grosshöchstetten, Reformierte Kirche (1811).
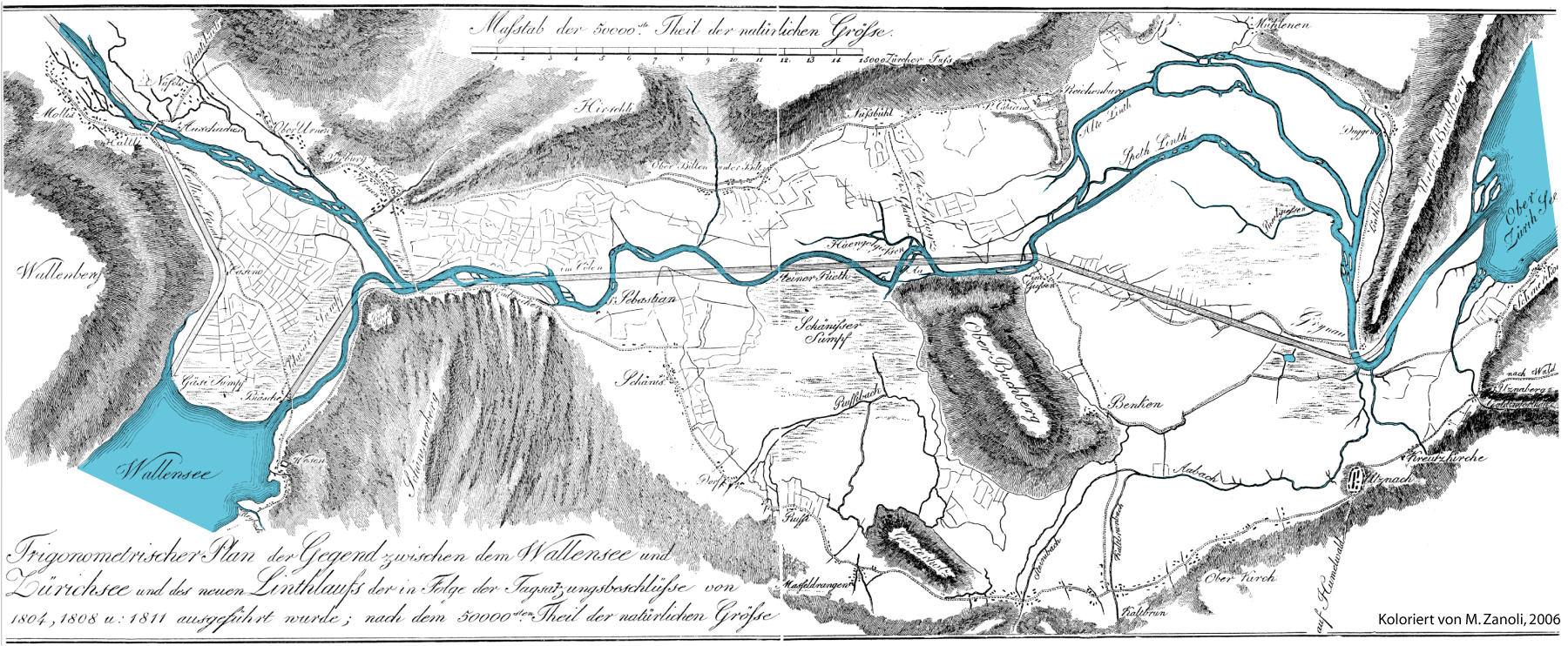
Die Ebene des Flusses Linth  mit dem Zustand vor und nach der Linthkorrektion (1811).
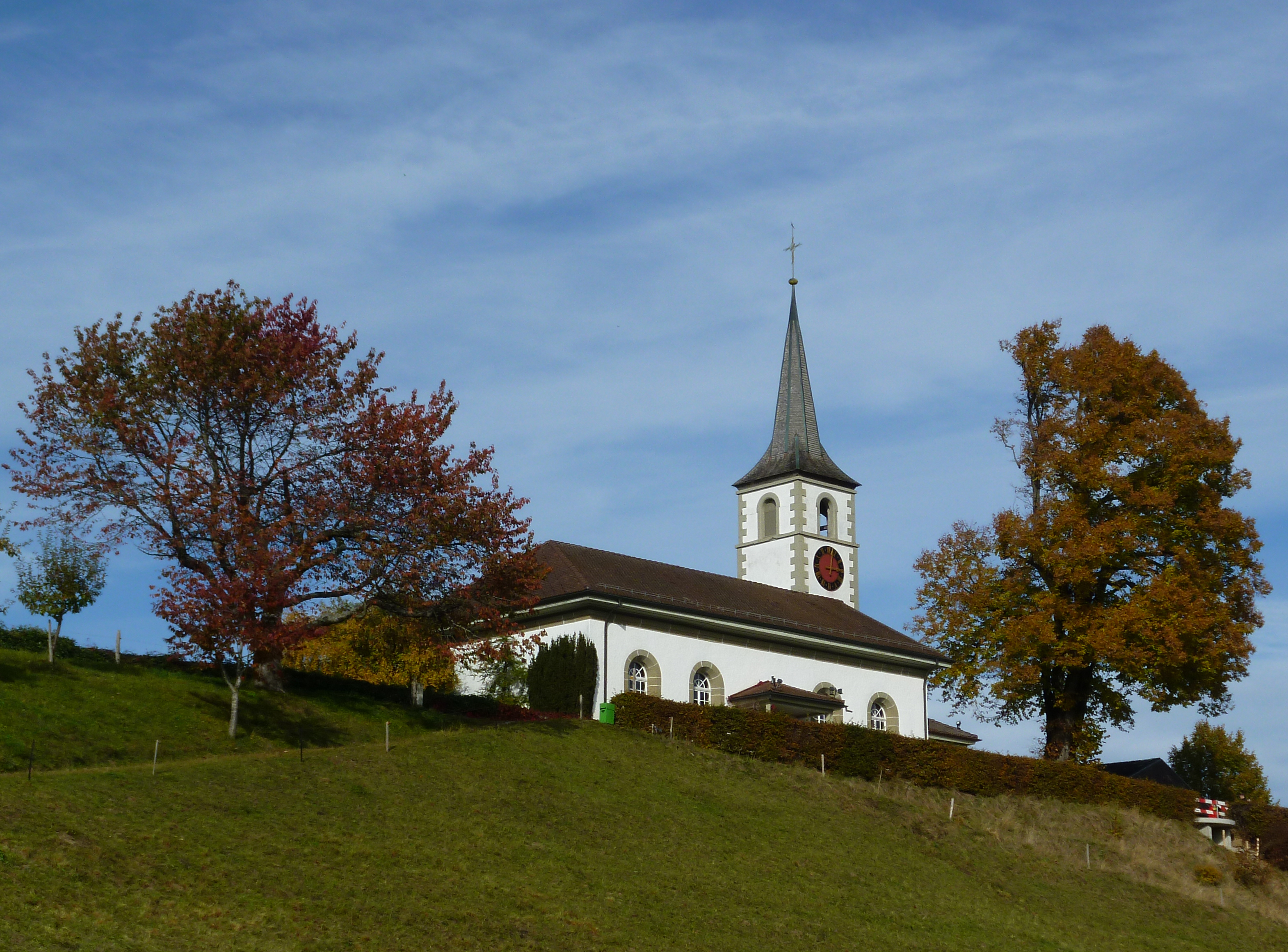
Reformierte Kirche Rüschegg  (1812).
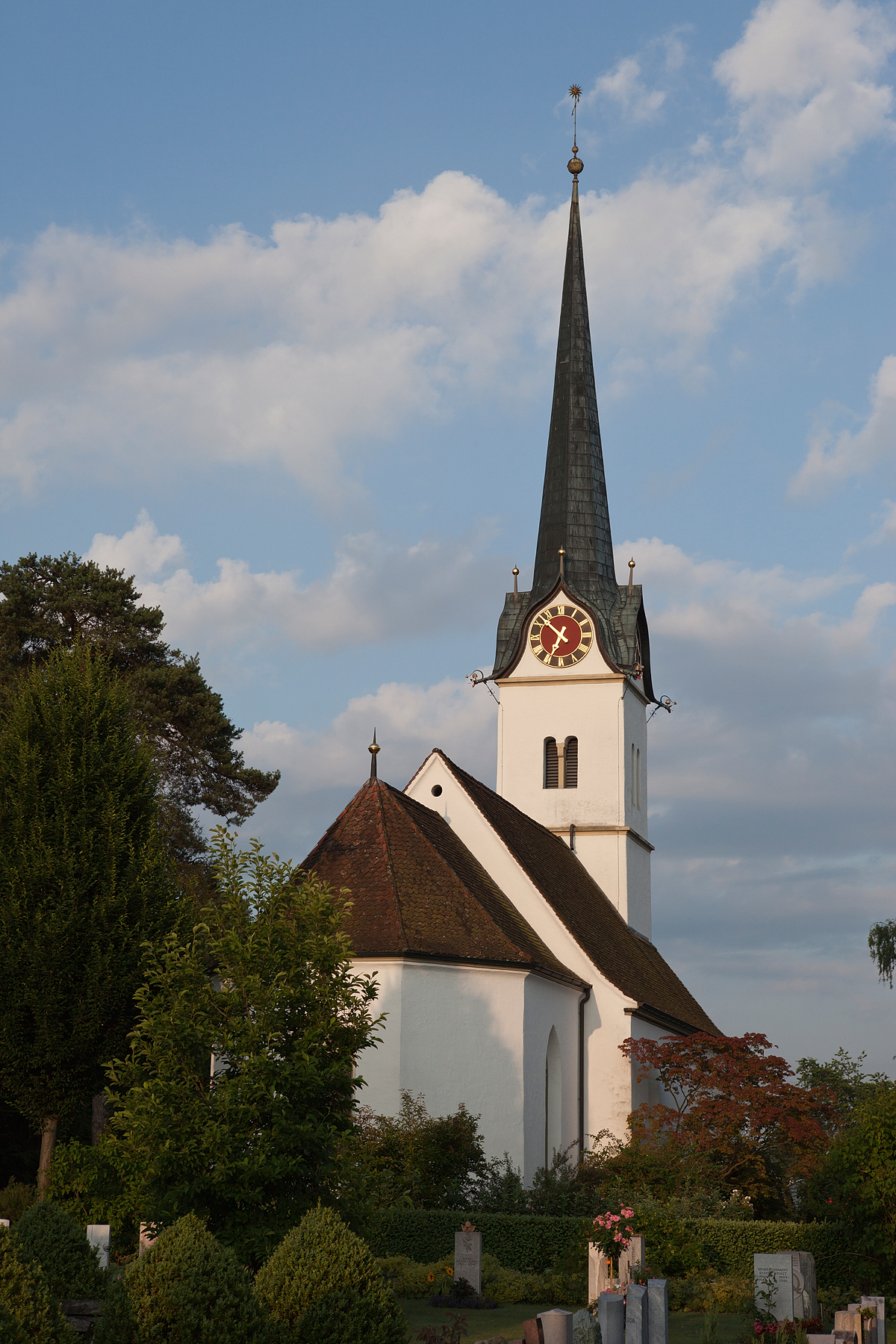
Aarwangen, Reformierte Kirche (1813).
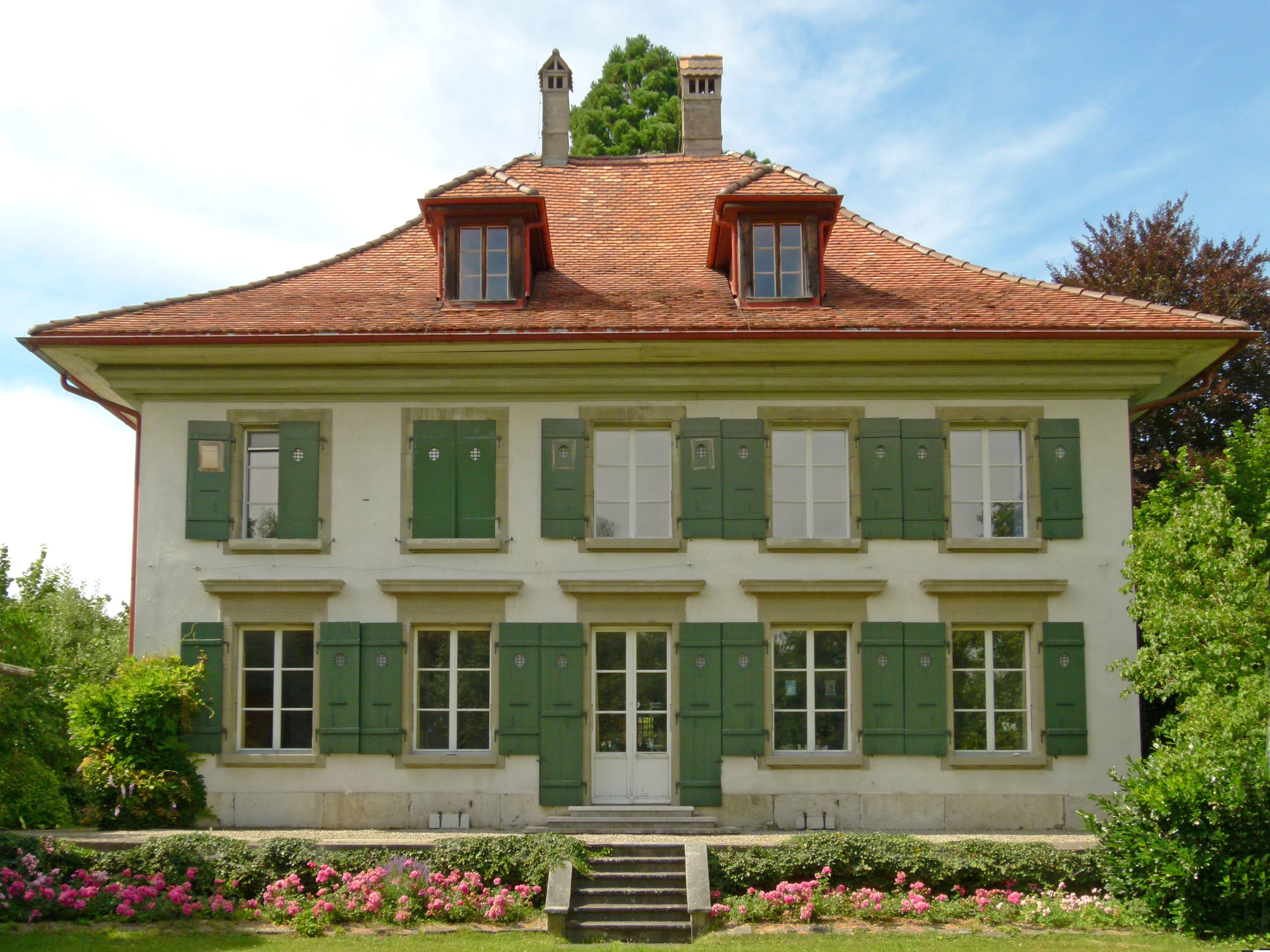
Hindelbank, Pfarrhaus (1817).
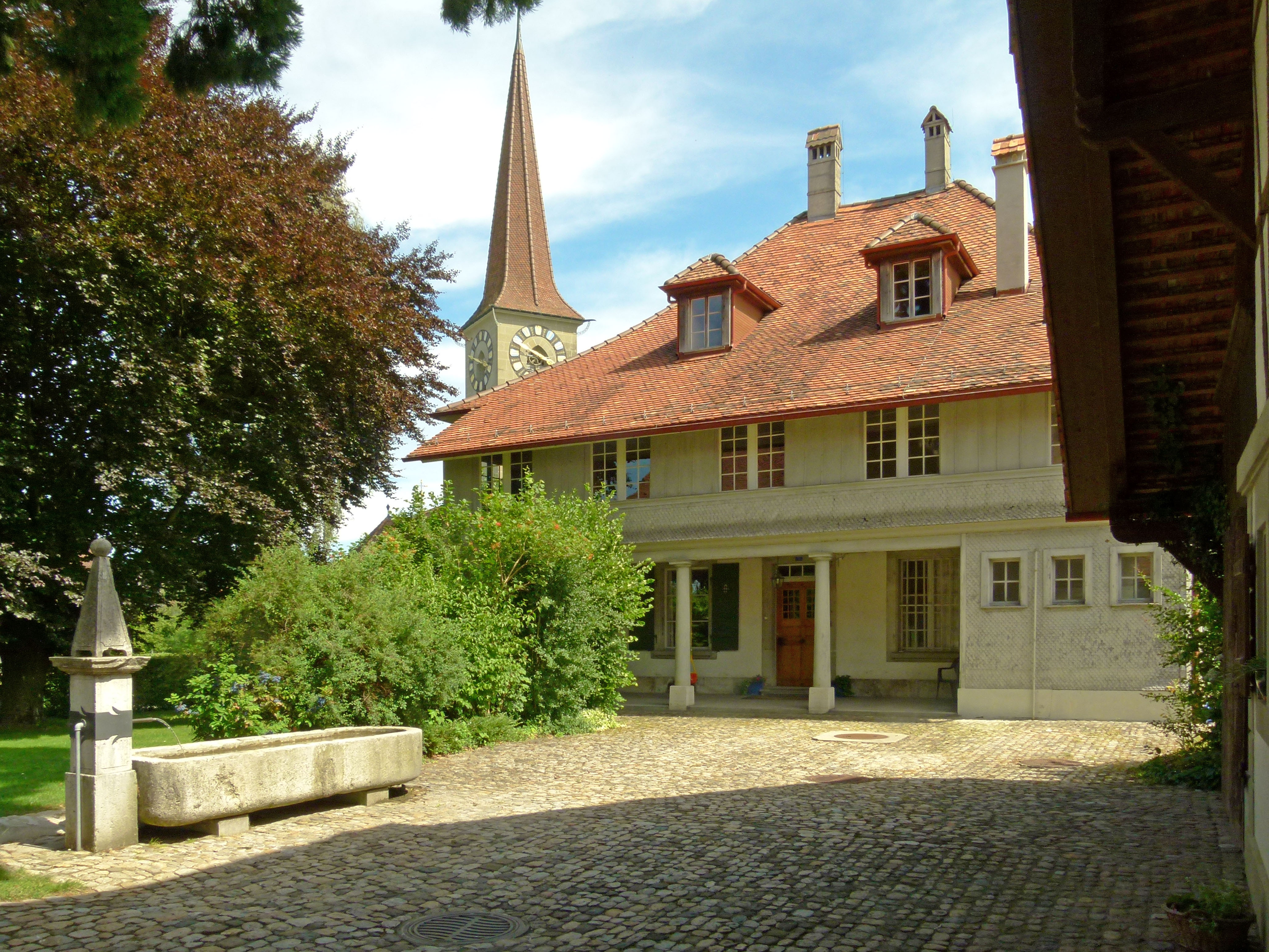
Pfarrhaus Hindelbank  Nord (1817).
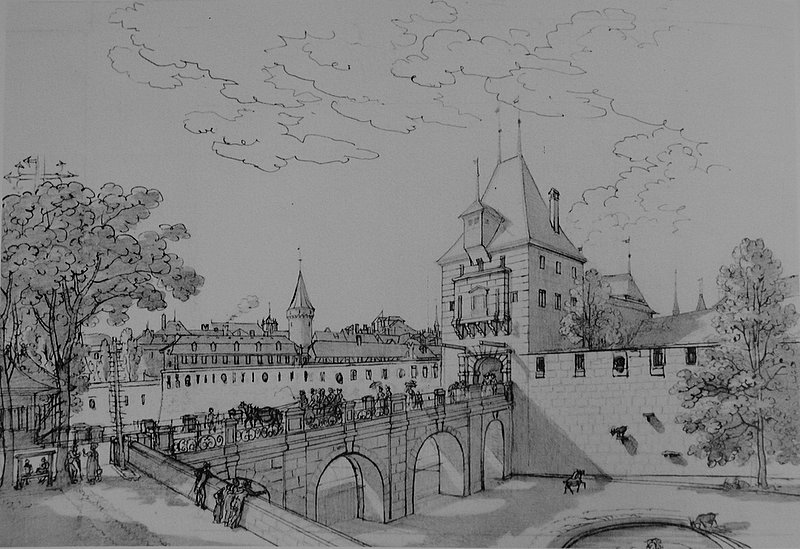
Bern, Äusseres Aarbergertor (um 1820).
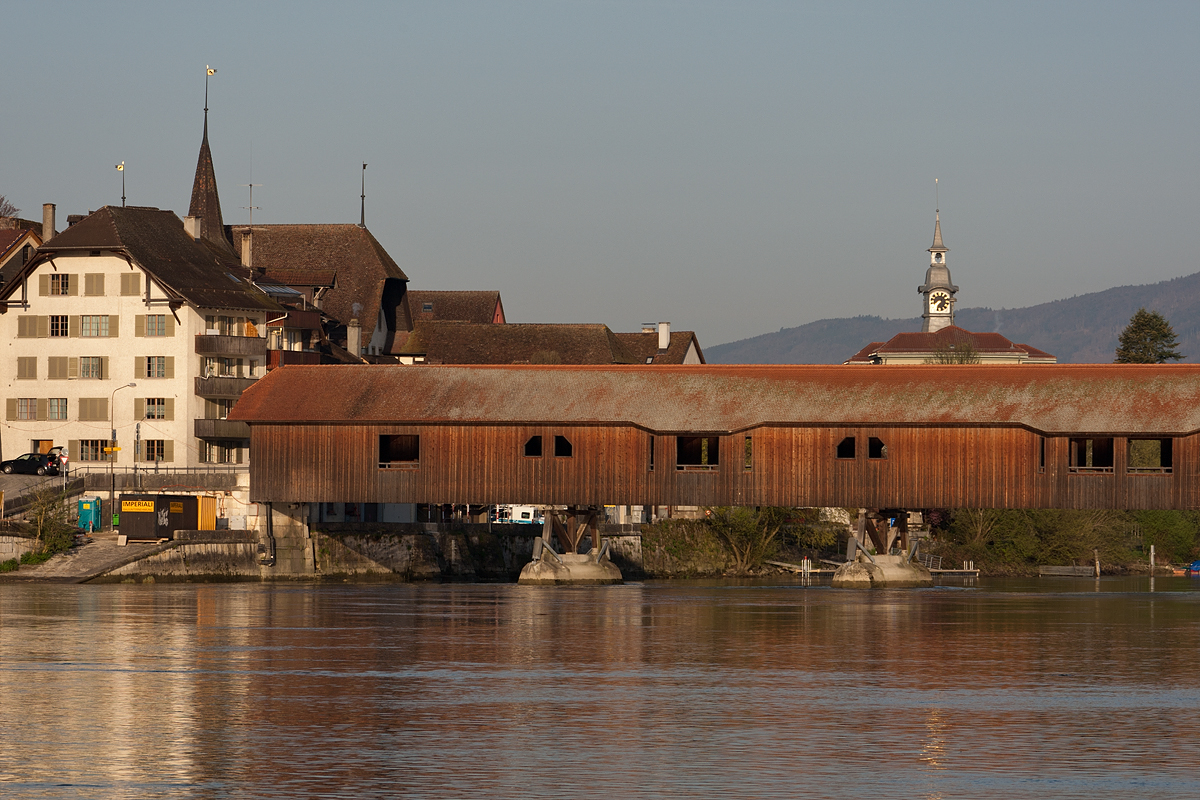
Büren an der Aare, Holzbrücke (1821).
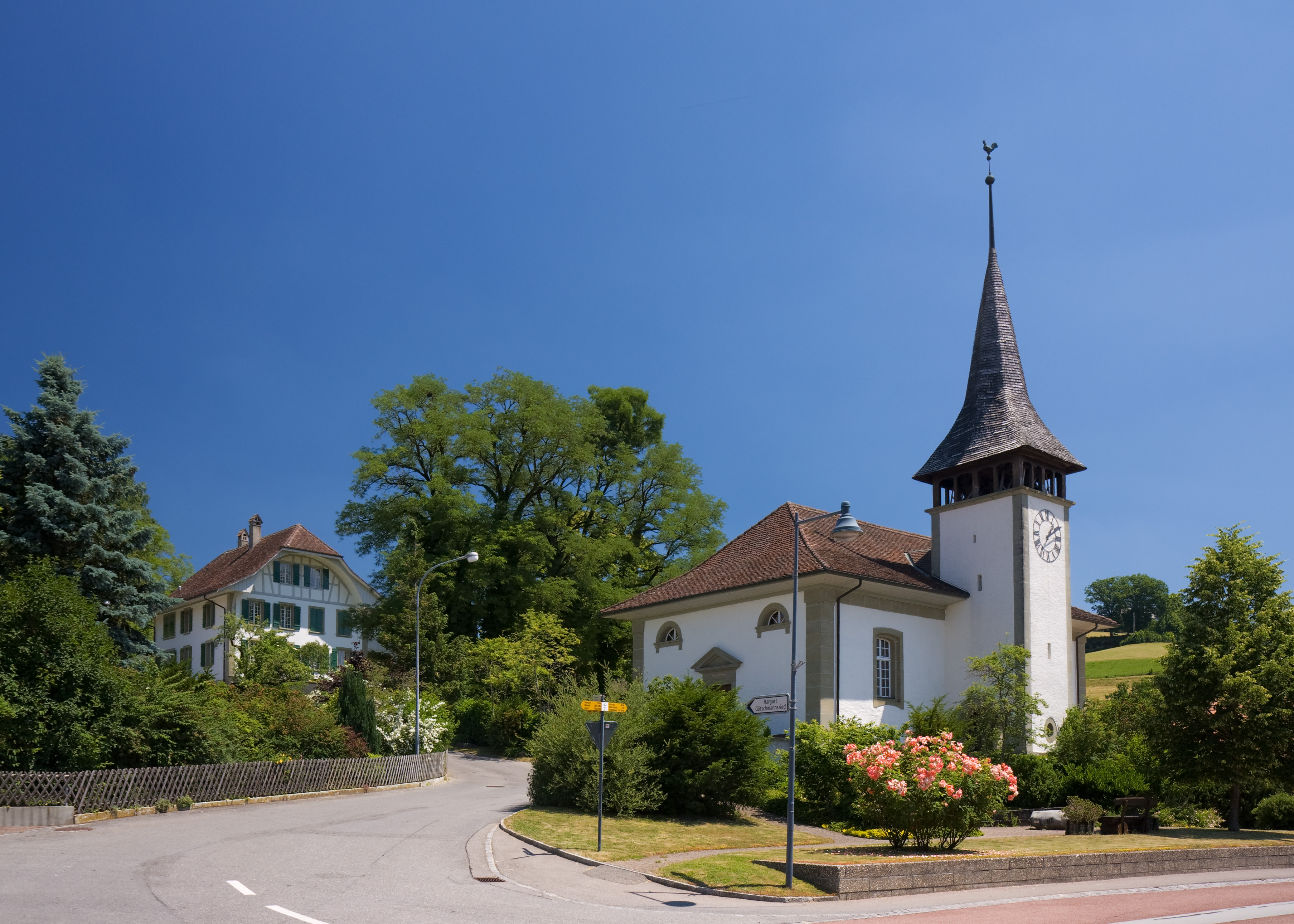
Albligen, Reformierte Kirche (1824).
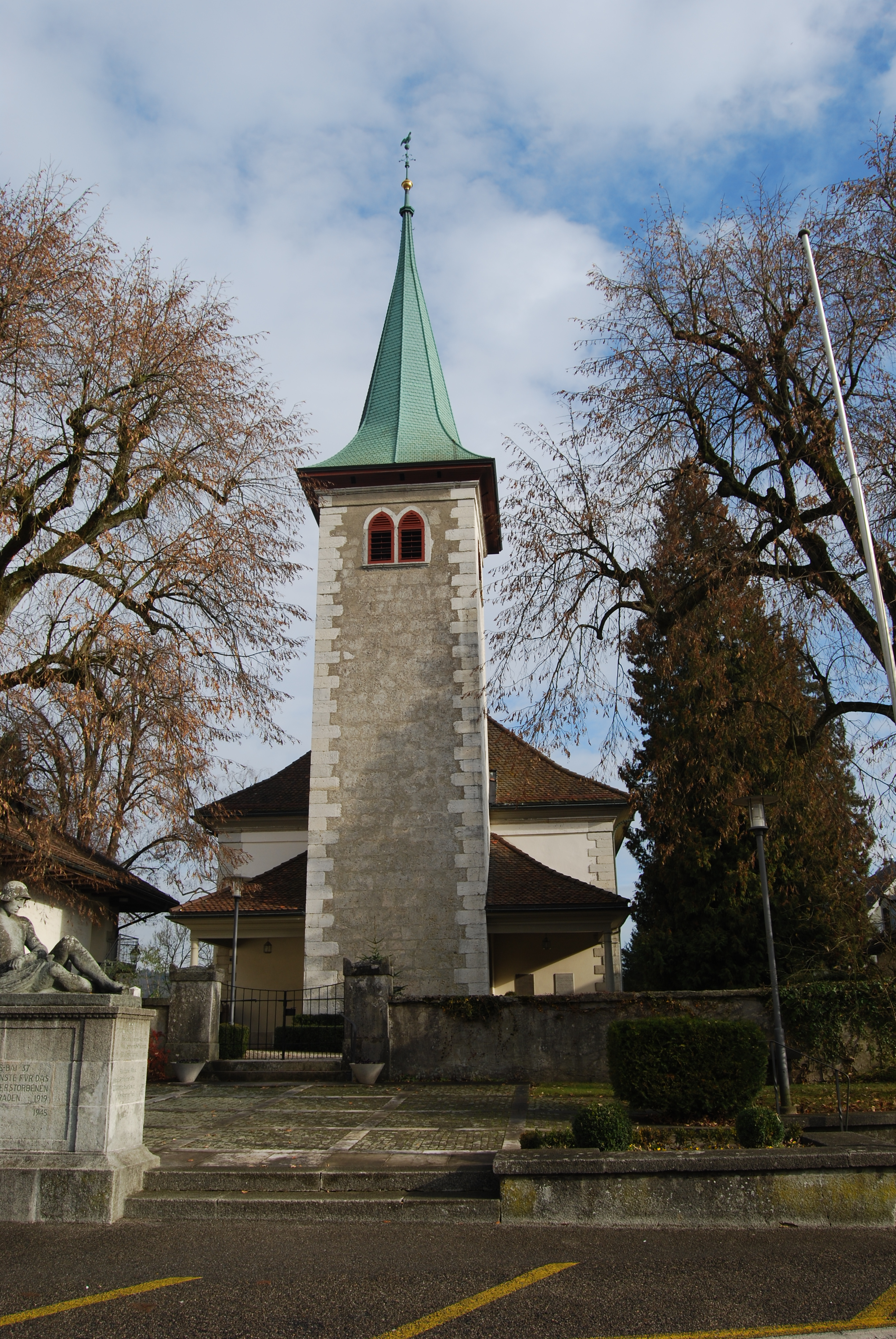
Wangen an der Aare, Reformierte Kirche von  (1825).
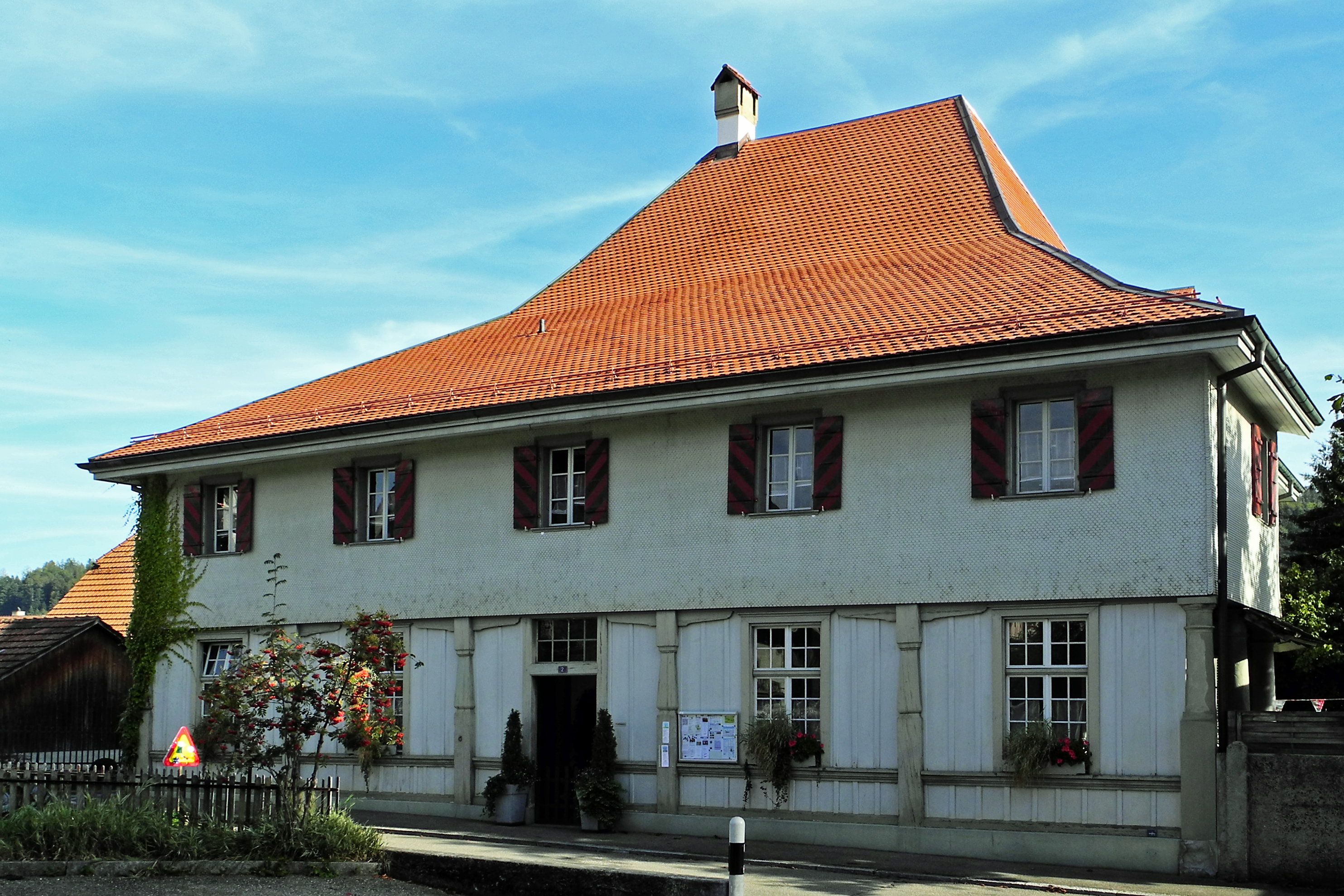
Sumiswald, Pfarrhaus (1830).

- Planungen: repräsentatives Regierungsviertel in der Laurenzenvorstadt in Aarau (Hauptstadt der helvetischen Republik von 1798 bis 1803), Stadtplanung Huttwil nach dem Stadtbrand 1834.
- Kirche Rüschegg 1812.
- Pfarrhäuser: Aegerten BE 1812.